# 全部いい
「全部いい」（ぜんぶいい）は、日本のロックバンドNon Stop Rabbitの楽曲。3作目のデジタル配信限定シングルとしてSTUDIO CUBIC RECORDSより2020年3月2日に各音楽配信サービスにてリリースされた。

## 概要
シイナナルミとコラボした前作「優しい彼氏」以来約2年ぶりのリリース、Non Stop Rabbitのみでの配信シングルでは2017年12月リリースの「犬のおまわりさん」以来約3年ぶりの配信リリースとなる。今作はSTUDIO CUBIC RECORDSからのリリースだが、ポニーキャニオンに配信を委託している。
楽曲を制作した田口達也は、元々はこの楽曲が制作される予定は無かったが、豊洲PITにて開催される予定だった「LiveTour2020〜武道館を狙うたてがみの生えたウサギ〜」の最終公演が中止となってしまい、中止を決定した際の田口達也自身のファンへの想いや心情をポジティブに表現した歌として中止したライブの代わりにYouTubeで行った生放送にて語っていた。
本楽曲は作詞・作曲・編曲・レコーディングも含め3日間で完成した。その為、配信音源は「DEMO TRACK」となっている。
2020年12月9日にポニーキャニオンから発売されるメジャーデビューアルバム『爆誕 -BAKUTAN-』に「全部いい」として収録された。当初は「全部いい (complete version)」となる予定だったが変更された。

## ミュージック・ビデオ
全部いい (DEMO TRACK)
監督：田口達也
2020年3月1日の豊洲PIT公演中止に伴うYouTube生配信で初公開され、その後YouTubeチャンネルにて公開された。

## 収録内容
| #         | タイトル                  | 作詞・作曲・編曲 | 時間 |
| --------- | ------------------------- | ---------------- | ---- |
| 1.        | 「全部いい (DEMO TRACK)」 | 田口達也         | 5:18 |
| 合計時間: | 合計時間:                 | 合計時間:        | 5:18 |

## タイアップ
全部いい
「株式会社キョウデン」テレビCMソング

## 合唱バージョン
リリースから20日後の3月22日に、多数のYouTuberや、芸能人を呼び合唱形式で「全部いい」を歌唱した動画が、Non Stop RabbitのバラエティYouTubeチャンネルに投稿された。
| 出演者                       | 出演者                         |
| ---------------------------- | ------------------------------ |
| 夕闇に誘いし漆黒の天使達     | もちのアートエボ               |
| 村上チハヤ                   | aoiro                          |
| オパシ                       | なうちまたん。                 |
| Lazy Lie Crazy               | 反田葉月                       |
| こなん                       | 山本優菜                       |
| ウマヅラビデオ               | ReVision of Sense              |
| 8467 (やしろなな)            | あやまんJAPAN                  |
| 楠ろあ                       | まあたそ                       |
| せりしゅん                   | 田口達也                       |
| ACE COLLECTION               | 山岸竜之介                     |
| EXIT (兼近大樹&りんたろー。) | えっちゃん                     |
| MONSTERs JOHN TV             | O-LuHA                         |
| スカイピース                 | 太我                           |
| 那須大亮                     | うごくちゃん                   |
| 歩乃華                       | だらず者国家 (上本真央&菅原寛) |
| 桐崎栄二                     | ゆうひなた                     |
| 禁断ボーイズ                 | はやしん                       |
| ジュキヤ                     | シイナナルミ                   |
| HAN-KUN                      | 矢野晴人                       |

## 収録アルバム
- 『爆誕 -BAKUTAN-』
- 『TRINITY』（独唱バージョン、初回盤限定収録）